# クリスチャン・ワグナー
クリスチャン・ワグナー（Christian Wagner）は、アメリカ合衆国の映画編集技師。

## 人物
主にアクション映画やSF映画の編集が多く、トニー・スコット監督作品やワイルド・スピードシリーズ（4作目以降）の編集で知られる。

## 主な作品
- ザ・ファントム/地獄のヒーロー4 Hero and the Terror (1988)
- トゥルー・ロマンス True Romance (1993)
- 逃げる天使 Chasers (1994)
- バッドボーイズ Bad Boys (1995)
- フェア・ゲーム Fair Game (1995)
- ザ・ファン The Fan (1996)
- フェイス/オフ Face/Off (1997)
- 交渉人 The Negotiator (1998)
- ミッション:インポッシブル2 Mission: Impossible II (2000)
- スパイ・ゲーム Spy Game (2001)
- 007 ダイ・アナザー・デイ Die Another Day (2002)
- マイ・ボディガード Man on Fire (2004)
- 悪魔の棲む家 The Amityville Horror (2005)
- アイランド The Island (2005)
- ドミノ Domino (2005)
- NEXT -ネクスト- Next (2007)
- 彼が二度愛したS Deception (2008)
- ジェット!! The Fifth Commandment (2008)
- ゲスト The Uninvited (2009)
- ワイルド・スピード MAX Fast & Furious (2009)
- 世界侵略: ロサンゼルス決戦 Battle: Los Angeles (2011)
- ワイルド・スピード MEGA MAX Fast Five (2011)
- トータル・リコール Total Recall (2012)
- ワイルド・スピード EURO MISSION Fast & Furious 6 (2013)
- ワイルド・スピード SKY MISSION Furious Seven (2015)
- ワイルド・スピード ICE BREAK The Fate of the Furious (2017)
- メン・イン・ブラック:インターナショナル Men in Black: International (2019)
- ワイルド・スピード/ファイヤーブースト Fast X (2023)
- Mr.ノボカイン Novocaine (2025)